# Serghei Juric
Serghei Juric (Chișinău, 3 marzo 1984) è un ex calciatore moldavo, di ruolo portiere.

## Palmarès

### Club

#### Competizioni nazionali
- Campionato moldavo: 4

Sheriff Tiraspol: 2015-2016, 2016-2017, 2017, 2018
- Supercoppa di Moldavia: 1

Sheriff Tiraspol: 2016
- Coppa di Moldavia: 1

Sheriff Tiraspol: 2016-2017